# Тримифунтская митрополия
Тримифу́нтская митропо́лия (греч. Ιερά Μητρόπολις Τριμυθούντος) — епархия Кипрской православной церкви на территории общин и муниципалитетов: Левкара, Като Левкара, Атиену, Псевда, Мосфилости, Анафотиас, Аламину, Псематисменос, Марониу, Зигиу, Корну, Калавасу, Лаяс, Тохни, Хирокития, Кофину, Вавлас, Като Дри, Ора, Алефрико, Кивисилиу, Олимпион, Потамиа, Нису, Пера Хориу, Пиргон, Аламбрас, Сиас, Деликипу, Мариу, Меннояс, Арсус Ларнакос, Пириу, Треметусия.

## История
Епископская кафедра в городе Тримифунт (иначе Треметусия) существовала уже в IV веке, самым известным из занимавших её архиереев был святитель Спиридон Тримифунтский.
В результате турецкой оккупации 1974 года святыни и реликвии разграблены, пропали бесценные рукописи и иконы, а монастырь святителя Спиридона Тримифунтского был превращён в военные казармы и является закрытой зоной.
12 февраля 2007 года решением Священного Синода была возрождена самостоятельная Тримифунтская митрополия.

## Епископы
Тримифунтская хорепископия (викариатство)
- Георгий (Павлидис) (21 мая 1961 — 23 июня 1967)
- Василий (Караяннис) (28 апреля 1996 — 11 мая 2007)

Тримифунтская митрополия
- Варнава (Ставровуниотис) (c 21 июля 2007)

## Монастыри
- Монастырь святого Спиридона (Треметусия)
- Монастырь Святой Феклы (женский; деревня Мосфилоти)
- Монастырь Святого Мины (женский; деревня Вавла)